# Dimitrie Cantemir (gmina)
Dimitrie Cantemir – gmina w Rumunii, w okręgu Vaslui. Obejmuje miejscowości Grumezoaia, Gușiței, Hurdugi, Plotonești i Urlați. W 2011 roku liczyła 2676 mieszkańców.